# مارلون موراس
مارلون موراس (انگلیسی: Marlon Moraes؛ زادهٔ ۲۶ آوریل ۱۹۸۸) ورزشکار هنرهای رزمی ترکیبی اهل برزیل است. وی از سال ۲۰۰۷ میلادی تاکنون مشغول فعالیت بوده‌است.